# 岩礁藍鯛
岩礁藍鯛（學名：Azurina atrilobata），又稱岩礁光鰓魚，是輻鰭魚綱鱸形目雀鯛科藍鯛屬的其中一種，分布於東太平洋區，從下加利福尼亞半島至祕魯海域，包括加拉巴哥群島與科科斯群島，深度6至80公尺，本魚體呈卵圓形且側扁，體色灰藍色，在胸鰭的基底上褐色且有一個突出的黑色斑點，鰭有細的淺藍色或白色的邊緣，背鰭硬棘12枚、背鰭軟條12-13枚、臀鰭硬棘2枚、臀鰭軟條10-12枚，體長可達13.4公分，棲息在珊瑚礁區，成群行動，在黑暗的深水中，除了背部的白色斑點外，它變得看不見，給人一種在黑暗中發光的錯覺，以浮游生物為食，領域性不強，雄魚會守護魚卵直到卵孵化。